# Хлопці з Карантинного острова
Хлопці з Карантинного острова — антифашистська підпільна організація, яка діяла під час німецько-радянської війни в окупованому Херсоні (Українська РСР) на острові Карантинному, в районі морського порту і Забалки. Учасниками організації стали діти 13-16 років (члени піонерської та комсомольської організацій). Організація була створена на початку німецької окупації (окупаційний режим було встановлено в Херсоні 19 серпня 1941 року).

## Основний склад організації
Петро та Леонід Чернявські, Анатолій, Андрій, Федір Запорожчуки, Шура Рубльов, Михайло Єременко, Шура Теленга, Михайло Деєв, Сергій Бабенко, Шура Падалка, Анатолій Тендітний, Леонід Лагутенко, Семен Темний.
Більшість хлопців навчались у школі водників (сучасна гімназія № 20 ім. Бориса Лавреньова). В підпільній групі була єдина дівчинка — Ліда Григоровська.

## Створення організації
19 серпня 1941 р. від причалу м. Херсона відійшов буксир «Очаківський канал», який підбили нацисти, і він затонув на мілині.
Вночі група островських хлопців переправилась на човнах до «Очаківського каналу». Вони випередили німців і захопили на буксирі зброю: рушниці, гранати, патрони. Всі боєприпаси сховали в плавнях.
Анатолій Запорожчук і Петро Чернявський зібрали друзів на таємну сходку. Саме там пролунала клятва, яку промовив кожен, хто увійшов в загін відважних: «Я, юний партизан, зобов'язуюсь за смерть батьків і старших братів, за сльози матерів і старших сестер бити нацистів до останнього подиху і вигнання з радянської землі. Кров — за кров, смерть — за смерть, а в разі зради, нехай рука радянського народу покарає за законом» (за спогадами Семена Темного).
«Клянусь нещадно помститися ворогові! Клянусь зберігати секрети, не видавати їх ворогові навіть під страхом смерті! Клянусь!..» (за романом Л. Марченка «Клятве остались верны»)
```
З цього моменту розпочала свою діяльність підпільна організація, яка складалася з хлопців, більшість з яких жила на Карантинному острові. Спочатку вона не мала назви, але після закінчення Великої Вітчизняної війни групу юних патріотів почали називати «Хлопці з Карантинного острову».
```

## Діяльність організації
Протягом місяця юні підпільники вистежували розташування німецьких частин. Семен Темний з Федором Запорожчуком викрали із директорського кабінету заводу ім. Комінтерну друкарську машинку. Шура Рубльов забрав додому радіоприймач, за допомогою якого слухав зведення інформбюро, які передавали із Москви. Він записував їх, а потім хлопці друкували листівки і розвішували, щоб херсонці дізнались правду про події, які відбувались на фронті.
Юні месники провели ряд диверсій: злив пального із цистерн німецької автоколони, підпали складів і цехів на підприємствах, поломка обладнання там же, підрив кабелю стратегічного зв'язку, вивішування прапорів на честь свята 1 Травня.
Хлопці вбили німецького мотоцикліста, у якого був пакет з військовими документами. Плани гітлерівського командування терміново були передані досвідченим підпільникам із групи «Центр», в яку входили комуністи і яку очолював Федір Комков.
За допомогою дорослих діти брали участь у визволенні людей із в'язниць і таборів військовополонених. А потім переправляли потайки на човнах через Дніпро. Перед цим усіх утікачів забезпечували одягом та їжею. Таким чином декілька сотень військовополонених змогли повернутись до лав Радянської Армії.
Діяльність юних підпільників не могла залишитись непоміченою. За ними розпочали стежити за наказом шефа херсонської СД. В групу був впроваджений зрадник Іван Кострижев, який видав хлопців. Гестапівці схопили юних патріотів, влаштовували допити з тортурами, але підпільники героїчно витримали всі катування, нікого не видали.

## Загибель основної групи «Хлопців з Карантинного острова»
22 серпня 1942 року відбулась страта юних героїв. Чотирьох — Анатолія та Андрія Запорожчуків, Петра та Леоніда Чернявських — доправили до шибениці. Вона знаходилась біля кінотеатру «Спартак» на вулиці Суворовській.
Хлопці зійшли на ешафот. Шуцмани накинули їм на шиї мотузки. Анатолію Запорожчуку ще повісили на груди табличку, на якій крупними буквами було накреслено: «За смерть німецького офіцера». — Ми гинемо, але не здаємось! — вигукнув Петро Чернявський. — Прощавайте, товариші! — в один голос голосно промовили Леонід Чернявський та Андрій Запорожчук. — Знищуйте німецьких гадів! — останнім викрикнув Анатолій.
Офіцер-гестапівець різко махнув рукою. Шуцмани вибили з-під ніг хлопців табуретки, і їх тіла засмикалися в конвульсіях.
У той самий день, 22 серпня, неподалік від заводу ім. Петровського були розстріляні ще вісім юних патріотів: Федір Запорожчук, Шура Рубльов, Шура Теленга, Шура Падалка, Сергій Бабенко, Михайло Єрьоменко, Михайло Деєв, Анатолій Тендітний.
Після страти нацисти пред'явили рахунки батькам юних патріотів — на сплату за утримання дітей у в'язниці, на витрати у зв'язку з повішенням і розстрілом.

## Діяльність після загибелі основної групи організації «Хлопці з Карантинного острова»
Островські хлопці, які залишилися в живих, продовжували боротьбу з окупантами. Загін очолив Леонід Лагутенко.

## Доля членів організації

### Леонід Лагутенко
Майже перед самим визволенням Херсона розстріляли за антифашистську діяльність групу партизан, серед яких був Леонід Лагутенко.
Ліда Григоровська
Виконувала завдання командування наступаючих частин радянської армії, будучи навідницею артилерійського вогню. 13 березня 1944 р. (в день визволення Херсона) німці стратили її.

### Федір Зінченко
Числиться в списках безвісти зниклим.

### Ваня Іванов
Помер після підриву човном транспортного судна в березні 1942 р.

### Валя Кабаков
Виконуючи завдання, підірвався на міні в грудні 1941 р.

### Семен Темний
В одній з облав поліцаї заарештували Сеню Темного. Його після тортур відправили у Німеччину, де він пройшов крізь в'язницю і табори. Декілька раз він здійснював втечі, але невдало. Втікача ловили та піддавали катуванням. Лише з четвертої спроби Семену вдалось перейти лінію фронту і вступити до лав Радянської Армії. Юний гвардії рядовий брав участь в бойових операціях. День Перемоги зустрів у Берліні. Зараз (2014 рік) він живе на острові Карантинному в невеликому власному будиночку, зберігаючи пам'ять про своїх друзів-підпільників.
Написав книгу спогадів про своїх друзів — героїв нацистсько-радянської війни «Испытание на прочность».
Завдяки його спогадам херсонський письменник і журналіст Леонід Марченко написав документально-художній роман «Клятве остались верны».

## Нагороди
Юні герої-підпільники посмертно нагороджені медаллю «За відвагу».
Семен Темний нагороджений нагрудним знаком «Партизан України».

## Твори про «Хлопців з Карантинного острова»
- А.Дрозд. «Хлопці з Карантинного», документальна повість.
- А.Дрозд. «Штаб у плавнях», оповідання.
- А.Дрозд. «Мальчишки с Карантинного острова», поема.
- М.Пархомов. «Пароль „Сніг“», повість.
- Е.Червина. «Двенадцать отважных», нарис.
- Л.Марченко. «Клятве остались верны», документально-художній роман.
- М.Каляка. «Осокори пам'ятають про все», роман.
- С.Темный. «Испытание на прочность», спогади.

## Пам'ять про хлопців
1. Стела на вулиці Суворова, на місці страти юних героїв.
2. Пам'ятний знак у мікрорайоні Корабел.
3. Пам'ятник загиблим у Великій Вітчизняній війні на території заводу ім. Комінтерну. На гранітній плиті викарбувані імена «Хлопців з Карантинного острова».
4. В гімназії № 20 ім. Б.Лавреньова (м. Херсон), в історичному музеї є експозиція, присвячена юним героям-підпільникам.